# Phasmidiasta malaysiae
Phasmidiasta malaysiae är en stekelart som beskrevs av Fischer 2006. Phasmidiasta malaysiae ingår i släktet Phasmidiasta och familjen bracksteklar. Inga underarter finns listade i Catalogue of Life.